# NGC 3008
NGC 3008 è una galassia lenticolare con un nucleo galattico attivo nella costellazione dell'Orsa Maggiore. Ha un diametro di circa 40 mila anni luce e si trova a una distanza di 240 milioni di anni luce dal Sole.
È un membro del gruppo che comprende anche NGC 2998, NGC 3002, NGC 3005, NGC 3006 e pochi altri. Tra queste galassie, ha il tasso di formazione stellare più basso, a 0,02 M☉ all'anno.

## Scoperta
La galassia è stata scoperta il 25 gennaio 1851 dall'astronomo irlandese Bindon Blood Stoney, un assistente di William Parsons.